# Bretagne Classic 2024
La 88.ª edición de la clásica ciclista Bretagne Classic (nombre oficial: Bretagne Classic - Ouest-France) fue una carrera en Francia que se celebró el 25 de agosto de 2024 con inicio y final en la ciudad de Plouay sobre un recorrido de 259,8 km.
La carrera formó parte del UCI WorldTour 2024, calendario ciclístico de máximo nivel mundial, siendo la vigésima novena carrera de dicho circuito y fue ganada por el suizo Marc Hirschi del UAE Emirates. Completaron el podio, como segundo y tercer clasificado respectivamente, el también francés Paul Magnier del Soudal Quick-Step y el danés Magnus Cort del Uno-X Mobility.

## Equipos participantes
Tomaron parte en la carrera 24 equipos, los cuales incluyen los 18 equipos de categoría UCI WorldTeam y 6 de categoría UCI ProTeam, quienes formaron un pelotón de 167 ciclistas de los que terminaron 129. Los equipos participantes fueron:
| WorldTeams (18)- Alpecin-Deceuninck - Arkéa-B&B Hotels - Astana Qazaqstan Team - Bahrain Victorious - Red Bull-Bora-Hansgrohe - Cofidis - Decathlon-AG2R La Mondiale - EF Education-EasyPost - Groupama-FDJ - Ineos Grenadiers - Intermarché-Wanty - Lidl-Trek - Movistar Team - Soudal Quick-Step - Team dsm-firmenich PostNL - Team Jayco AlUla - Team Visma \| Lease a Bike - UAE Team Emirates ProTeams (6)- Burgos-BH - Euskaltel-Euskadi - Israel-Premier Tech - Lotto Dstny - TotalEnergies - Uno-X Mobility |
| |

## Clasificación final
La clasificación finalizó de la siguiente forma:
| \| Clasificación general \| Clasificación general \| Clasificación general \| Clasificación general \| Clasificación general \| \| Ciclista \| Ciclista \| Equipo \| Tiempo \| \| \| --------------------- \| --------------------- \| -------------------------- \| --------------------- \| --------------------- \| \| 1.º \| Marc Hirschi \| UAE Team Emirates \| 6 h 09 min 35 s \| \| \| 2.º \| Paul Magnier \| Soudal Quick-Step \| + 1 s \| \| \| 3.º \| Magnus Cort \| Uno-X Mobility \| + 1 s \| \| \| 4.º \| Arnaud De Lie \| Lotto Dstny \| + 1 s \| \| \| 5.º \| Thibau Nys \| Lidl-Trek \| + 1 s \| \| \| 6.º \| Dorian Godon \| Decathlon-AG2R La Mondiale \| + 1 s \| \| \| 7.º \| Michael Matthews \| Team Jayco AlUla \| + 1 s \| \| \| 8.º \| Thibaud Gruel \| Groupama-FDJ \| + 1 s \| \| \| 9.º \| Clément Venturini \| Arkéa-B&B Hotels \| + 1 s \| \| \| 10.º \| Hugo Page \| Intermarché-Wanty \| + 1 s \| \| |                   |                            |                 |
| |                   |                            |                 |
| Fuente: ProCyclingStats |                   |                            |                 |
| Clasificación general |                   |                            |                 |
| Ciclista | Ciclista          | Equipo                     | Tiempo          |
| 1.º | Marc Hirschi      | UAE Team Emirates          | 6 h 09 min 35 s |
| 2.º | Paul Magnier      | Soudal Quick-Step          | + 1 s           |
| 3.º | Magnus Cort       | Uno-X Mobility             | + 1 s           |
| 4.º | Arnaud De Lie     | Lotto Dstny                | + 1 s           |
| 5.º | Thibau Nys        | Lidl-Trek                  | + 1 s           |
| 6.º | Dorian Godon      | Decathlon-AG2R La Mondiale | + 1 s           |
| 7.º | Michael Matthews  | Team Jayco AlUla           | + 1 s           |
| 8.º | Thibaud Gruel     | Groupama-FDJ               | + 1 s           |
| 9.º | Clément Venturini | Arkéa-B&B Hotels           | + 1 s           |
| 10.º | Hugo Page         | Intermarché-Wanty          | + 1 s           |

## Ciclistas participantes y posiciones finales
Convenciones:
- AB: Abandono
- FLT: Retiro por llegada fuera del límite de tiempo
- NTS: No tomó la salida
- DES: Descalificado o expulsado

## UCI World Ranking
La Bretagne Classic otorgó puntos para el UCI World Ranking para corredores de los equipos en las categorías UCI WorldTeam, UCI ProTeam y Continental. Las siguientes tablas son el baremo de puntuación y los diez corredores que obtuvieron más puntos:
| Posición   | 1.º | 2.º | 3.º | 4.º | 5.º | 6.º | 7.º | 8.º | 9.º | 10.º | 11.º | 12.º | 13.º | 14.º | 15.º | 16.º-20.º | 21.º-30.º | 31.º-50.º | 51.º-55.º | 56.º-60.º |
| Puntuación | 400 | 320 | 260 | 220 | 180 | 140 | 120 | 100 | 80  | 68   | 56   | 48   | 40   | 32   | 28   | 24        | 16        | 8         | 4         | 2         |

| Clasificación |                   |                            |        |
| Posición      | Ciclista          | Equipo                     | Puntos |
| ------------- | ----------------- | -------------------------- | ------ |
| 1.º           | Marc Hirschi      | UAE Emirates               | 400    |
| 2.º           | Paul Magnier      | Soudal Quick-Step          | 320    |
| 3.º           | Magnus Cort       | Uno-X Mobility             | 260    |
| 4.º           | Arnaud De Lie     | Lotto Dstny                | 220    |
| 5.º           | Thibau Nys        | Lidl-Trek                  | 180    |
| 6.º           | Dorian Godon      | Decathlon AG2R La Mondiale | 140    |
| 7.º           | Michael Matthews  | Jayco AlUla                | 120    |
| 8.º           | Thibaud Gruel     | Groupama-FDJ               | 100    |
| 9.º           | Clément Venturini | Arkéa-B&B Hotels           | 80     |
| 10.º          | Hugo Page         | Intermarché-Wanty          | 68     |